# دهكويه
دهكويه (بالفارسية: دهكويه) (بالإنجليزية: Dehkuyeh)‏، قرية في قسم دهكويه الريفي، الناحية المركزية، مقاطعة لارستان، محافظة فارس، إيران. يبلغ عدد سكانها حسب إحصاء عام 2006 ميلادية 3,560 نسمة في 803 عائلة.